# Плешиви свраки
Плешивите свраки (Picathartes) са род средноголеми птици, единствен в семейство Picathartidae на разред Врабчоподобни (Passeriformes).
Включва два вида, разпространени в два обособени района в Западна и Централна Африка. Достигат дължина 33 – 38 сантиметра и маса 200 – 250 грама.

## Видове
Семейство Picathartidae – Плешиви свраки
- Род Picathartes
  - Picathartes gymnocephalus – Белошия горска врана
  - Picathartes oreas – Сивоврата горска врана